# Harmonia Cantata
Harmonia Cantata è un coro polifonico amatoriale di Firenze. 

## Storia
Il Coro Harmonia Cantata è stato fondato nel 1977 dal M° Elio Lippi (1925-2017), che ne ha mantenuto ininterrottamente la direzione fino al 1999. Ha quindi operato sotto la guida dei maestri G. B. Varoli, L. Fratini, e E. Sepe. Dall'ottobre 2010 ne ha assunto la direzione il maestro Raffaele Puccianti.
Nato nell'ambito della Scuola di Musica di Fiesole, il Coro si è costituito nel 1997 in Associazione Corale autonoma e da allora opera attivamente sia in proprio che in collaborazione con importanti Enti artistici.
Si è distinto tra i gruppi amatoriali rendendosi protagonista di numerosi eventi musicali di tutto rilievo quali il 56º Maggio Musicale Fiorentino e i numerosi concerti per le manifestazioni dell'Estate Fiesolana, dell'Accademia Musicale Chigiana, dell'Orchestra Giovanile Italiana ,di O Flos Colende e di Agimus Firenze.
Ha lavorato con l’Orchestra della Toscana, I Solisti Fiorentini, la Camerata Strumentale di Prato, l’Orchestra Pistoiese Promusica e l'Ensemble Ort Attack. Collabora continuativamente con l’Orchestra da Camera Fiorentina, sotto la direzione di Giuseppe Lanzetta. 
Nel 2008 celebra il trentennale della sua attività eseguendo, in prima esecuzione a Firenze, il Lauda Sion di Mendelssohn sotto la direzione di Pietro Ladislau Horvath. 
Nel 2011 esegue la Via Crucis di Liszt sotto la direzione di Marco Balderi, con la partecipazione di Gregorio Nardi. Nel marzo dello stesso anno ottiene da parte del Ministero dei Beni culturali il riconoscimento di coro “d’interesse nazionale”. 
Il 2012 vede il Coro impegnato con la Camerata Strumentale di Prato sotto la direzione di Alessandro Pinzauti (Schubert: Rosamunde) e con l’Orchestra Pistoiese Promusica sotto la direzione di Daniele Giorgi (Brahms Nänie e Schicksalslied). 
Nel 2013 festeggia i 35 anni di attività eseguendo il Deutsches Requiem di Brahms nella versione per pianoforte a quattro mani. Esegue inoltre esegue i Vesperae Solennes de Confessore di Mozart sotto la direzione di Oleg Caetani. 
Nel 2014 propone due prime esecuzioni a Firenze, “Le Rovine di Atene” di L. van Beethoven, in una trascrizione per coro e pianoforte, e lo Stabat Mater di Pergolesi nella versione per soli, coro e orchestra. Il 2015 vede il Coro Harmonia Cantata protagonista nella Petite Messe Solennelle di Rossini, con i solisti Eva Mei, Filippo Adami, Marina Comparato e Ugo Guagliardo. Sempre condotto dal direttore Raffaele Puccianti, nello stesso anno, il coro ripropone all’Accademia Chigiana di Siena, il Deutsches Requiem di Brahms. Nel 2016 è ospite al Cantiere Internazionale d’Arte di Montepulciano dove esegue il Requiem di Cherubini sotto la direzione di Roland Böer. Prende parte inoltre alla serata inaugurale della stagione sinfonica della Camerata Strumentale di Prato eseguendo, sotto la direzione di Jonathan Webb, il “Sogno di una notte di mezza estate” di F. Mendelssohn. 
Nel 2017 esegue la IX Sinfonia di Beethoven sotto la direzione di Daniele Rustioni con l’Orchestra della Toscana. 
Nel 2018 festeggia i 40 anni di attività eseguendo la Petite Messe Solennelle di Rossini nel Cenacolo della Basilica di Santa Croce.
Nel 2019 esegue al Festival Estate Regina di Montecatini il Requiem di Fauré, sotto la direzione di Giovan Battista Varoli. 
Nel 2021 partecipa alla prima esecuzione assoluta del “Matrem Magnificat” di G.C. Taccani.per la direzione di G.B. Varoli.
Inoltre, da vari anni Harmonia Cantata esegue abitualmente Il Requiem di Mozart, il Gloria di Vivaldi, il Requiem di Cherubini e molte pagine di Beethoven, Brahms, Schubert, Mendelssohn insieme a quelle di autori inglesi e francesi del XIX e XX secolo più e meno note, ma sempre molto apprezzate.

## Discografia
- 2000 – Leoncavallo: Zingari - Orchestra Regina, dir. Giovan Battista Varoli (Records International)[1]
- 2000 – Grung: Strumenti di Pace - dir. Luca Di Volo (EMA Records)[2]